# ジャワサイ
ジャワサイ（爪哇犀、Rhinoceros sondaicus）は、ウマ目（奇蹄目）サイ科に分類されるサイ。

## 分布
インドネシア（ジャワ島西部）

### 絶滅した分布域
インド北東部、インドネシア（スマトラ島）、カンボジア、タイ、バングラデシュ、マレーシア（マレー半島）、ミャンマー、ラオス、ベトナム

## 形態
体長300-320センチメートル。尾長70センチメートル。肩高160-175センチメートル。体重1,500-2,000キログラム。体形はやや細い。皮膚には明瞭ではないものの、鎧状の皺がある。体色は灰色。
頭部は小型。角は1本のみで、角長25センチメートル。四肢はやや長い。
メスは角がない個体が多い。

## 生態
主に低地の熱帯雨林に生息し、河川や沼を好む。単独で生活することが多い。1日に15-20kmもの距離を移動することもあるが、一定の地域内でのみ活動することが多い。
食性は植物食で、木の枝や樹皮、木の葉、芽、果実などを食べる。
繁殖形態は胎生。46-48日の間隔で発情すると考えられている。妊娠期間は16か月。1回に1頭の幼獣を産む。授乳期間は1-2年。オスは生後6年、メスは生後3-4年で性成熟する。

## 人間との関係
角が装飾品とされたり、薬用になると信じられている。また、マルコ・ポーロはジャワサイを伝説上の「ユニコーン」と思い込んで旅行記に記していた。
開発による生息地の破壊、角目的の乱獲などにより、生息数は激減している。1988年にベトナムで個体群が発見されるまでは、ジャワ島西部のウジュン・クロン国立公園内を除いて絶滅したと考えられていた。ジャワ島での1960年代における生息数は25-50頭と推定されている。2011年10月にベトナムに生息していた希少なジャワサイの最後の個体が密猟で殺されたため、同国のジャワサイは絶滅となった。
2020年9月、ウジュン・クロン国立公園でジャワサイの子供2頭が発見された。これによりジャワサイの個体数は74頭になった。2頭の内、雌はヘレン(Helen)、雄はルーサー(Luther)と名付けられた。ジャワサイの子供は極めて希少である。
ウジュン・クロン国立公園はジャワサイの世界最後の生息地であるが、 活火山であるクラカタウ山の危険区域に位置するため、インドネシア政府は同公園からジャワサイを移動させるため、ジャワ島とスマトラ島の他の地域の調査を進めている。